# چکاوک گری
چکاوک گِرِی (نام علمی: Ammomanes grayi) نام یک گونه از سرده خاک‌خسپه است.